# ニャムウェジ人
ニャムウェジ人（単数形Mnyamwezi、複数形Wanyamwezi）は、南東アフリカに広がるバントゥー系民族のひとつであり、タンザニアで二番目に大きい人口をもつ民族である。ニャムウェジの古くからの居住区は、ビクトリア湖からルクワ湖にかけて広がるタボラ州・シンギダ州・シニャンガ州・カタヴィ州といったタンザニア中西部といわれている。民族名の意味は「月の民」（スワヒリ語で mwezi は「月」の意）とも「西の民」ともいわれている。

## 概要
1989年の統計によると、タボラ州やシニャンガ州に150万人ほどいるとされている。